# États généraux de 1439
Les états généraux de 1439 se tiennent dans le royaume de France à Orléans en octobre et novembre 1439 sous le règne de Charles VII pendant la guerre de Cent Ans.
Il s'agit des premiers états généraux organisés dans la ville avant ceux de 1560. Ils suivent les états généraux de 1435 organisés à Tours. Il semble qu'une autre assemblée moins célèbre, assimilable à des états généraux, se soit tenue à Orléans en 1458, avec pour principal sujet la consolidation de la paix avec l'Angleterre.
Les discussions peuvent être résumées selon trois axes principaux : la paix avec les Anglais, la mise en place d'une armée nationale (unité de l'armée) et la perception d'un impôt permanent (unité de l'impôt).

## Contexte historique

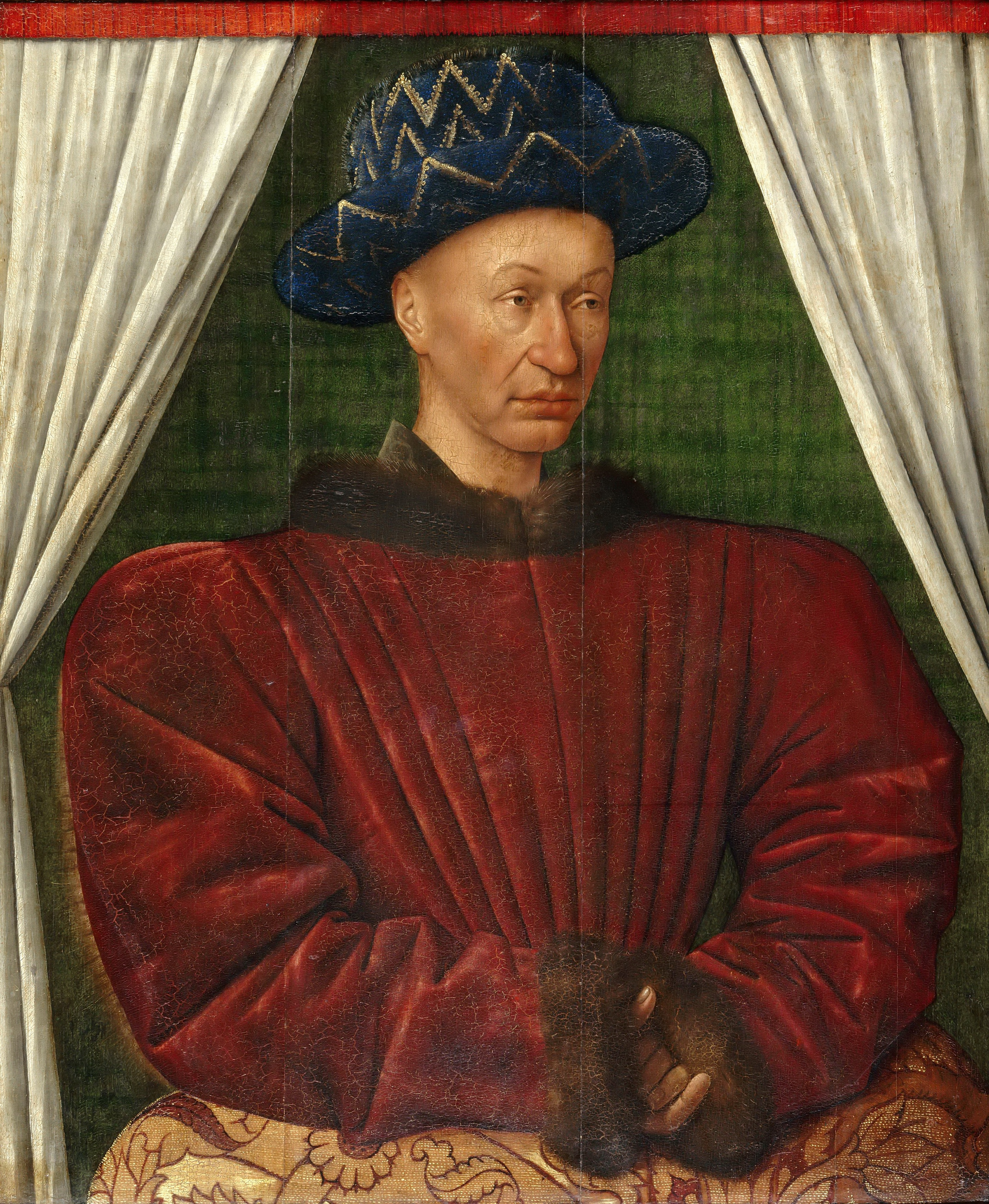
Portrait de Charles VII, par Jean Fouquet.

Succédant à Charles VI, Charles VII est roi de France depuis le sacre de Reims en 1429 qui ponctue l'épopée de Jeanne d'Arc. La guerre de Cent Ans fait toujours rage et le pays est donc toujours en guerre avec les Anglais. Le règne de Charles VII s'achèvera en 1461.

## Déroulement

### Les forces en présence
Les états généraux s'ouvrent en octobre 1439 dans la ville d'Orléans en présence du roi Charles VII et de sa belle-mère, Yolande d'Aragon.
Des députés représentant les trois ordres assistent également aux débats ainsi que notamment Charles d'Artois, Bernard de Pardiac, Louis Ier de Bourbon-Vendôme, Arthur III de Bretagne dit le Connétable de Richemont, Charles Ier de Bourbon.
Une des particularités de l'évènement réside dans le fait que plusieurs hommes de pouvoir sont représentés et non directement présents. Ainsi, le duc d'Orléans, Charles Ier d'Orléans, alors prisonnier des Anglais est représenté par son demi-frère Jean de Dunois. Le point de vue de l'évêque d'Orléans est défendu par son frère, celui de Philippe III de Bourgogne, duc de Bourgogne, par l'évêque de Tournay, celui de Jean V de Bretagne, duc de Bretagne, par son fils Pierre, et celui de Jean IV d'Armagnac par d'Estaing,,.
Regnault de Chartres, archevêque de Reims, alors chancelier de France, prononça le discours d'ouverture au nom du roi, afin de rendre compte de l'avancée des négociations pour l'obtention de la paix avec le royaume d'Angleterre.

### Les sujets abordés

#### La guerre anglo-française
Prévues pour durer deux jours, les conversations s'éternisent huit jours sans qu'un consensus en faveur de la signature d'un traité de paix ou de la poursuite de la guerre avec l'Angleterre soit trouvé. Un comité doit dès lors être formé afin de conclure les négociations. Jacques Jouvenel des Ursins, ecclésiastique et diplomate, et Louis Ier de Bourbon-Vendôme, le comte de Vendôme y défendent la paix tandis que Charles Ier de Bourbon, le maréchal de La Fayette, Jean de Dunois et Jean Raboteau, député et président du parlement, y soutiennent la poursuite de la guerre,. Les pacifistes l'emportent et il est convenu de tenter de négocier un traité de paix avec les Anglais en mai 1440 à Saint-Omer.

#### Armée et impôt
Les problématiques de la création d'une armée et de la levée d'un impôt central sont liées. En effet, la levée d'un impôt centralisé par le roi permettrait, outre de diminuer le pouvoir des seigneurs, d'entretenir une armée royale.
L'ordonnance du 2 novembre 1439 décrit l'organisation de l'armée et de la taille générale. L'impôt est institué sans limitation dans le temps et sa recette est affectée à un objet précis, en l'occurrence, le financement d'une armée.
La mise en place d'une armée nationale est ressentie comme vitale afin de réduire les désordres et les pillages du territoire,.
La levée d'un impôt permanent centralisé est également au centre des débats. Il limite de fait le pouvoir des seigneurs, car la taille devient l'apanage du roi alors qu'elle appartenait au périmètre d'influence des seigneurs.
La création d'une armée financée par l'impôt et levée par le roi doit faire de la guerre un domaine exclusivement royal et non plus une activité de mercenaires.
L'ordonnance issue de l'assemblée est intitulée « Lettre de Charles VII pour obvier aux pilleries et vexations des gens de guerre ».

## Prises de décisions et conséquences réelles
À Orléans, il est convenu de réunir à nouveau des états généraux dans la ville voisine de Bourges dès le mois de février 1440. Il semble que si les députés furent au rendez-vous, le roi lui ne se déplaça pas.